# Mariap van Urk
Mariap van Urk, bijnaam (en later pseudoniem) van Marretje van Urk-Koffeman (Urk, 9 augustus 1898 – aldaar, 28 november 1966), was een Nederlandse dichteres. Ze werd vooral bekend door haar gedichten over en verzet tegen de afsluiting en drooglegging van de Zuiderzee.
Van haar hand verschenen twee dichtbundels bij leven en één postuum. Haar gedichten verschenen in verschillende regionale kranten. Naast haar dichterschap zette Mariap zich in voor het behoud van de Urker streekdracht en andere vormen van Urker cultureel erfgoed.